# Ex Central de Leche
La Ex Central de Leche es un antiguo complejo industrial ubicado en la calle Manuel de Amat 2940, en el centro de la ciudad de Santiago, Chile. El recinto albergó la Fábrica Central de Leche, primera planta pasteurizadora de Santiago, y está catalogado por el municipio como Inmueble de Conservación Histórica.